# 莫里森維爾 (伊利諾伊州)
莫里森維爾（英語：Morrisonville）是位於美國伊利諾伊州克里斯蒂安縣的一個村落。

## 地理
莫里森維爾的座標為39°25′09″N 89°27′26″W / 39.41917°N 89.45722°W，而該地最高點為海拔高度192米（即630英尺）。

## 人口
根據2010年美國人口普查的數據，莫里森維爾的面積為2.68平方千米，當中陸地面積為2.68平方千米，而水域面積為0.00平方千米。當地共有人口1056人，而人口密度為每平方千米394人。